# Gilba
Gilba (łac. Diocesis Gilbensis) – stolica historycznej diecezji we Cesarstwie rzymskim w prowincji Numidia zlikwidowana w VII w. podczas ekspansji islamskiej, współcześnie w północnej Algierii. Obecnie katolickie biskupstwo tytularne. 

## Biskupi tytularni
| Lp. | Biskup                       | Funkcja                                      | Od                | Do               |
| --- | ---------------------------- | -------------------------------------------- | ----------------- | ---------------- |
| 1   | Joseph Mark Gopu             | emerytowany biskup Pondicherry (Indie)       | 8 lipca 1948      | 8 stycznia 1953  |
| 2   | Honoré Marie Van Waeyenbergh | biskup pomocniczy Mechelen (Belgia)          | 1 września 1954   | 19 lipca 1971    |
| 3   | Príamo Tejeda                | biskup pomocniczy Santo Domingo (Dominikana) | 10 maja 1975      | 8 listopada 1986 |
| 4   | Joseph Lafontant             | biskup pomocniczy Port-au-Prince (Haiti)     | 25 listopada 1986 |                  |